# 奈迈什维德
奈迈什维德，是匈牙利绍莫吉州所辖的一个村。总面积18.38平方公里，总人口729，人口密度39.7人/平方公里（2011年1月1日）。